# لای

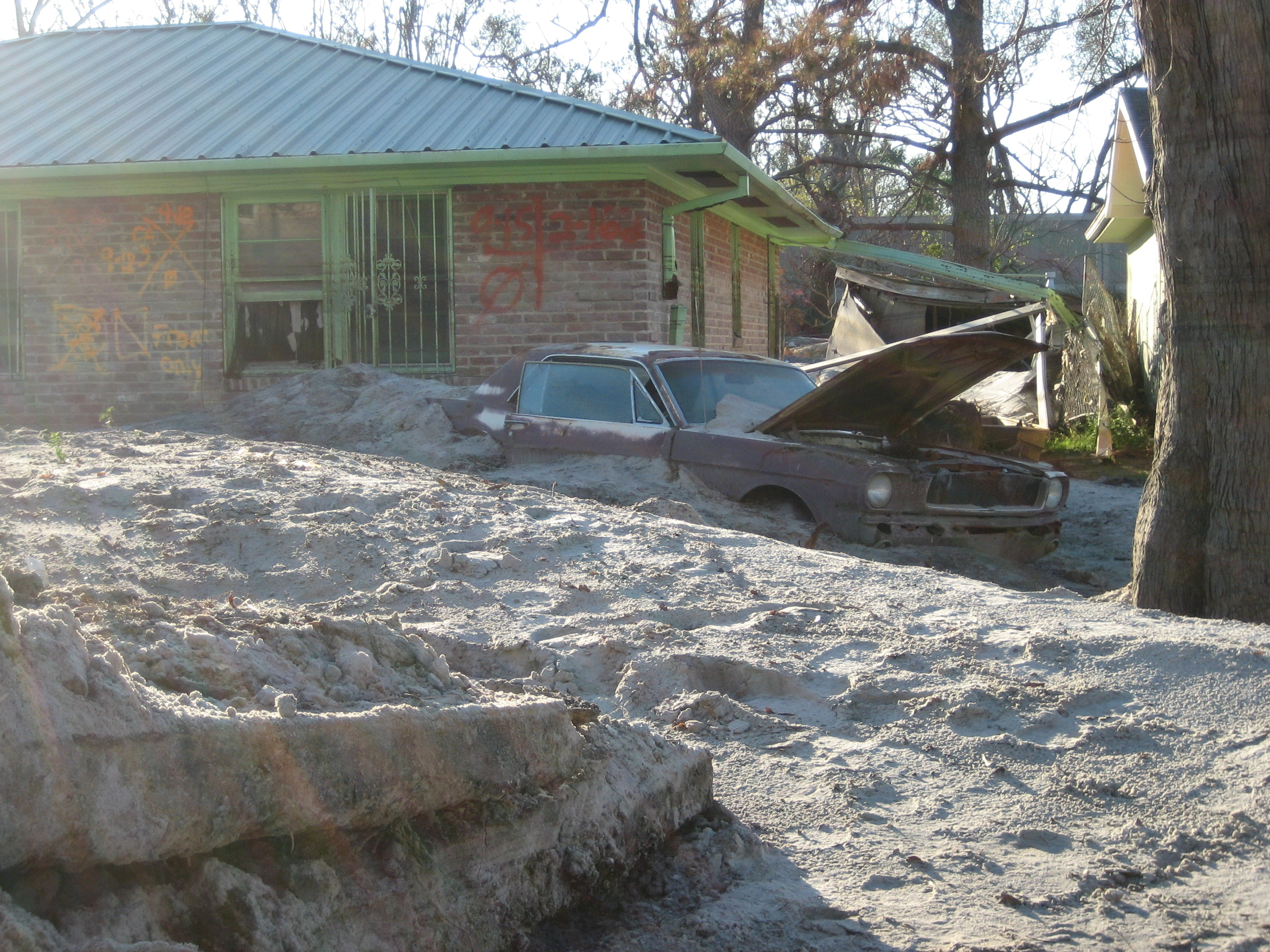
آسیب لای همراه سیل بر خانه و ماشینی در نیواورلئان

لای یا سیلت (به انگلیسی: Silt) یکی از خاک‌های ریزدانه می‌باشد که از دانه‌های بسیار ریز کوارتز و ذرات پولکی شکل حاصل از متلاشی شدن کانی‌های میکادار تشکیل شده‌است. لای طبقه‌ای از بافت خاک ست که کمتر از ۱۲ درصد رس و بیشتر از ۸۰ درصد لای دارد.
لای‌ها ذرات ریز معدنی خاک، حدِّفاصل رُس و ماسه، با قطر بین ۰/۰۵ تا ۰/۰۰۲ میلی‌متر ۲ هستند. به لای، گل‌ماسه، خره، و لیمون هم گفته می‌شود.

## خاک‌های سیلتی
خاک‌های سیلتی از دیگر انواع خاک می‌باشد. ۵۰٪ این نوع خاک‌ها را ذرات سلیت تشکیل داده‌است که دارای قطری بین ۰٫۰۵ تا ۰٫۰۰۲ میلی‌متر می‌باشند و بر حسب اینکه ناخالصی مثل ماسه، رس و غیره به همراه دارند به نام خاک‌های سیلتی ماسه‌ای یا سیلتی رسی معروفند.